# Таберно
Таберно (ісп. Taberno) — муніципалітет в Іспанії, у складі автономної спільноти Андалусія, у провінції Альмерія. Населення — 1149 осіб (2010).
Муніципалітет розташований на відстані близько 360 км на південний схід від Мадрида, 80 км на північний схід від Альмерії.
На території муніципалітету розташовані такі населені пункти: (дані про населення за 2010 рік)
- Ель-Асейтуно: 30 осіб
- Лос-Льянос: 161 особа
- Лос-Пардос: 78 осіб
- Сантопетар: 206 осіб
- Таберно: 665 осіб
- Рамбла-де-Таберно: 9 осіб

## Демографія
Динаміка населення (INE ):